# 少年飛行
《少年飛行》，為韓國KT seezn & Playlist合作製作的seezn原創電視劇，並將同時製作第一季和第二季，由Seezn於2022年3月25日起播出第一季。由趙容益導演執導，丁水允作家擔任編劇。

## 演員陣容

### 主要人物
| 演員   | 角色   | 介紹 |
| 元志安 | 景多靜 | 無依無靠，被媽媽利用長大的外強內柔18歲少女。幫媽媽跑腿途中意外捲入事故，在急急忙忙躲進的鄉村角落時遇到了孔潤鐸。 |
| 尹燦榮 | 孔潤鐸 | 填補媽媽留下的空位，以成爲母親自居的孔家大兒子。與從首爾來的來歷不明的女孩多靜糾纏在一起。 |
| 尹賢秀 | 孔潤宰 | 自從媽媽去世後，只會闖禍的孔家的二兒子。是孔潤鐸的弟弟，也是這個小區最大的問題。作爲在自己的規則下，有理由闖禍的反抗者，虎視眈眈地盯着離家出走的機會的他，因爲某種原因，回家的時間越來越早。究竟把青春期少年潤宰叫到家裏是什麼呢？讓人倍感好奇。           |
| 韓洗賑 | 金國熙 | 潤鐸的好友，暗戀著同級生愛蘭。擁有的開朗樂觀的性格，是活躍的小區氛圍製造者，夢想著未來要當九岩郡守。與樂觀的性格相反，失去父母，不久之前又送走了奶奶，孤身一人地孩子。看似無憂無慮的明朗臉龐背後隱藏着任何人都無法言喻的傷口，其祕密故事刺激了人們的興趣。 |
| 楊瑞賢 | 洪愛蘭 | 和在酒吧工作的媽媽一起生活，是同齡學生們的夢想和初戀。只要是爲了媽媽甘願鬥雞，是只知道媽媽的女兒。對孔潤宰有好感。 |

### 其他人物
| 演員   | 角色   | 介紹 |
| 尹智敏 | 朴仁善 | 多靜的母親。帶各種名牌，開着保時捷,是家長和學生羨慕和嫉妒的對象。但實際上是被稱爲"母鳥"的毒品販運者組織的頭目，也是歇斯底里性格的所有者，身體和精神上虐待女兒多靜的狗血母親。 |
| 李揆成 | 許正泰 | 仁善的夥伴。是相當厲害的毒蟲。 |
| 崔大哲 | 姜組長 | 首爾警察廳強力1組長。在調查惠美死亡事件的過程中，得知多靜的存在後，追蹤了包括她在內的相關人物。                                                                               |
| 金熙尚 | 林刑警 | 首爾警察廳重案組刑警。姜組長的下屬。 |
| 崔永道 | 孔成哲 | 潤鐸、潤宰、潤宇的父親。職業是警察，送走妻子後獨自撫養三個兒子。名義上是警察，但幾乎到了最後才知道多靜躲藏在自己家裏。                                                        |
| 金智勳 | 孔潤宇 | 潤鐸和潤宰的弟弟。正在學習跆拳道。 |
| 金藝恩 | 崔成京 | 像多靜一樣的運毒工。作爲多靜的助手，他包庇被媽媽追究毒品去向並撒氣的多靜。 |
| 李秀晶 | 趙惠美 | 多靜的同班同學。事實上，對於多靜來說，看起來是唯一的朋友，但是對多靜的背景更加關注，在得知情況後分道揚鑣。                                                                    |
| 鄭智宇 | 李車妍 | 多靜的同班同學。由於家境相當富裕，所以在同學之間相當有人氣。雖然是未成年人，但因爲學業壓力，經常去俱樂部喝酒等越軌行爲。                                                      |
| 卞真洙 |        | 九岩高中的教師，亦是孔潤鐸的班主任。 |